# Idarne (figlio)
Idarne (in greco antico:  Ὑδάρνης?, Hydàrnes, in persiano antico Vidarna; metà V secolo a.C. – dopo il 480 a.C.) è stato un generale persiano, figlio del padre omonimo Idarne e conosciuto per essere stato il comandante del corpo degli Immortali durante la seconda guerra persiana.

## Biografia
Da quanto ci tramanda Erodoto, Idarne, membro di una della più importanti famiglie dell'aristocrazia persiana, inizialmente era stato posto alla sovrintendenza della difesa del litorale costiero dell'impero persiano.
Durante l'invasione della Grecia, a cui partecipò al fianco del fratello Sisamne, nella battaglia delle Termopili guidò i suoi 10.000 Immortali, le guardie reali che non si separavano mai dal sovrano per proteggerlo, contro le truppe spartane di Leonida, ma l'esito del suo primo assalto contro i nemici non fu per nulla favorevole.
Si narra che fu proprio lui a seguire il leggendario traditore Efialte nel passo dell'Anopea: grazie al suo aiuto, riuscì a sorprendere i Greci guidati dal valoroso comandante spartano e ad attaccarli alle spalle.
Sappiamo, inoltre, che assistette alla battaglia di Salamina, ma non volle lasciare un attimo il Gran Re da solo, temendo per la sua incolumità; affiancò Serse durante la ritirata dalla Grecia, dopo aver affidato i suoi Immortali al generale Mardonio, che avrebbe dovuto continuare la guerra. Si narra che fu proprio lui a gestire il trasferimento dell'esercito persiano dalla Tracia all'Asia Minore.
Le cause e la data della sua morte sono ignote.